# Acodia pelochroa
Acodia pelochroa är en fjärilsart som beskrevs av Oswald Beltram Lower 1894. Acodia pelochroa ingår i släktet Acodia och familjen mätare. Inga underarter finns listade i Catalogue of Life.